# Massime capitali
Le Massime capitali (in greco Κύριαι Δόξαι, in latino Ratae sententiae) sono un'opera del filosofo greco Epicuro. L'opera, come si può arguire dal titolo, venne concepita come un compendio della dottrina epicurea in forma aforismatica; infatti è composta  da quaranta massime .

## Origine e struttura
Si tratta, come detto, di una silloge di 40 sentenze poste a compimento dell’opera di Diogene Laerzio come κολοφὼν τοῦ παντὸς συγγράµµατος e alcune di esse compaiono anche nell’iscrizione di Diogene di Enoanda. Vennero pensate per coloro che, non potendo avvicinarsi con profitto ai testi epicurei, avrebbero comunque potuto accostarsi alle tesi di Epicuro attraverso aforismi più immediati.
La forma del titolo occorre per la prima volta in Demetrio Lacone e, in seguito, nel De ira di Filodemo e, nella forma latina Ratae sententiae, nel De finibus di Cicerone. Il titolo Κύριαι δόξαι s’intende come una raccolta dei princìpi infallibilmente validi la cui autorità li rende i più importanti e i più degni di essere appresi, mediante l’esercizio continuo della memoria, in vista del raggiungimento della felicità.
Nella partizione interna della raccolta si distinguono in genere tre blocchi tematici, dove a due sezioni di etica (1–21, 26–30) si affiancano un gruppo di massime di argomento gnoseologico (22–25) ed uno dedicato a problemi di
teoria sociale e filosofia del diritto (31–40). Le prime quattro sentenze corrispondono al nucleo di γνῶµαι note come τετραφάρµακος (“quadruplice rimedio”): (1) essendo estranee agli dèi passioni e volizioni, non c’è motivo di temerne l’operato; (2) la morte, giacché comporta assenza di sensazione, non è nulla per noi; (3) il piacere massimo e perfetto consiste nella detrazione di ogni dolore; (4) il dolore acuto ha durata breve, mentre quello che persiste nel tempo è per lo più blando e si discosta soltanto di poco dallo stato di piacere.
Secondo una recente ipotesi, le massime si possono raggruppare in due macrosezioni, di cui la prima incentrata sulla liberazione dal timore e sul βίος che ne consegue: i princìpi esposti nella τετραφάρµακος costituiscono, insieme ai mezzi "tradizionali" e all’esercizio della φυσιολογία, gli strumenti per vincere la paura e condurre così una vita tranquilla; la seconda mostra due casi esemplari di applicazione della scienza della natura al dominio dell’etica: percezione sensoriale e piacere (ἡδονή) come fine ultimo sono i criteri di giudizio e di azione e vengono applicati al controllo dei desideri per evitare ciò che è dannoso ed all’agire secondo giustizia, che conduce a sua volta alla liberazione dal timore.